# Nemoura martynovia
Nemoura martynovia är en bäcksländeart som beskrevs av Peter Walter Claassen 1936. 
Nemoura martynovia ingår i släktet Nemoura och familjen kryssbäcksländor. Inga underarter finns listade i Catalogue of Life.